# Blinky Bill – Der Film
Blinky Bill – Der Film, kurz nur Blinky Bill genannt ist der erste Kinofilm mit dem Koala Blinky Bill aus den gleichnamigen Büchern von Dorothy Wall. 1993 folgte die Fernsehserie Blinky Bill.

## Inhalt
Nachdem Blinky Bill wieder einmal wegen seiner Streiche von der Schule verwiesen wird, streift er durch den australischen Outback und entdeckt die Menschen, welche beginnen, den Wald und sein Dorf zu zerstören. Während der Evakuierung verliert er seine Mutter aus den Augen. Auf der anschließenden Suche nach seiner Mutter trifft er das Koalamädchen Nutsy, das aus einem Zoo entlaufen ist und die Gefahren des Outbacks und der menschlichen Zivilisation.

## Produktion und Veröffentlichung
Es ist ein Zeichentrickfilm mit Realfilmaufnahmen der Landschaft des australischen Bundesstaates New South Wales. Der im Film gezeigte Dorfladen befand sich in Terrey Hills. Regie führte Yoram Gross, in dessen Studio der Film entstand und der auch Produzent war. Zusammen mit John Palmer und Leonard Lee schrieb Gross das Drehbuch. Die Musik komponierte Guy Gross und für den Schnitt waren G.Y. Jerzy und  Lee Smith verantwortlich.
Die Uraufführung im Kino fand am 17. September 1992 in Australien statt. Die Erstausstrahlung im Fernsehen erfolgte am 26. Dezember 1993 im Vereinigten Königreich. In Deutschland erschien der Film am 2. September 1994. Weitere Ausstrahlungen fanden in Brasilien, Frankreich, Japan, Kanada, Neuseeland, Niederlande, Russland, Südkorea und den Vereinigten Staaten statt. Die deutsche Ausgabe auf DVD erschien am 17. März 2023.

## Rollen und Synchronisation
| Figur                             | Tierart                            | engl. Sprecher | deut. Sprecher     |
| --------------------------------- | ---------------------------------- | -------------- | ------------------ |
| Blinky Bill                       | männl. Koala                       | Robyn Moore    | Frauke Poolman     |
| Nutsy                             | weibl. Koala                       | Robyn Moore    | Michaela Kametz    |
| Blinky Bills Mutter               | weibl. Koala                       |                | Inga Sibylle Kuhne |
| Mister Wombed, auch Wombo genannt | männl. Wombat                      | Keith Scott    | Karlheinz Tafel    |
| Marcia                            | weibl. Beutelmaus                  | Robyn Moore    | Katja Liebing      |
| Flap                              | männl. Schnabeltier                | Keith Scott    | Vittorio Alfieri   |
| Sploge                            | männl. Känguru                     | Cameron Ralph  | Karlheinz Tafel    |
| Jacko                             | Lachender Hans                     | Keith Scott    |                    |
| Joe, Harry                        | männl. Holzfäller                  | Keith Scott    |                    |
| Claire                            | Mädchen, Tochter von Harry und Flo | Robyn Moore    |                    |
| Flo                               | Mutter von Claire                  | Robyn Moore    |                    |
| Bruno                             | grauer Haushund                    |                |                    |
| Hilda                             | Pitbull                            |                |                    |